# 338
Năm 338 là một năm trong lịch Julius.